# Alfapocket
Alfapocket var en tecknad pocketserie i stort format (närmare albumformat än pocketformat) utgiven av Semic Press mellan 1993 och 1995. Den utvecklades efter en idé av Alf Thorsjö och innehöll blandade humorserier.

## Utgivning
- "Kalle och Hobbe" – "Du är galen, Kalle!"
- "Knasen" – "Det luktar Knasen, Otto!"
- "Uti vår hage" – "Det är serverat"
- "Träsket" – "Flaxa med vingarna, Bengan!"
- "Mia" – "En grym koll på läget..."
- "Familjen Grizzly" – "Dags att banta, Günther?"
- "Knasen" – "Fräckisarna som stannade på skiss-stadiet"